# Pervozvanivka, Krînîcikî
Pervozvanivka (în ucraineană Первозванівка) este un sat în comuna Drujba din raionul Krînîcikî, regiunea Dnipropetrovsk, Ucraina.

## Demografie
Componența lingvistică a localității Pervozvanivka
     Ucraineană (91,09%)
     Maghiară (3,96%)
     Rusă (1,98%)
     Belarusă (1,98%)
Conform recensământului din 2001, majoritatea populației localității Pervozvanivka era vorbitoare de ucraineană (91,09%), existând în minoritate și vorbitori de maghiară (3,96%), rusă (1,98%) și belarusă (1,98%).